# Barbengo
Barbengo is een plaats en voormalige gemeente in het Zwitserse kanton Ticino en maakt deel uit van het district Lugano.
Barbengo telt 1739 inwoners.
Op 20 april 2008 ging de gemeente op in Lugano.